# Emma Laird
Emma Laird, född 8 september 1998 i Skottland, är en brittisk skådespelare.
Laird har bland annat medverkat i TV-serien Mayor of Kingstown (2021–2023). Hon har även medverkat i filmerna The Crowded Room och Mord i Venedig från 2023.

## Filmografi (i urval)
- 2021–2023: Mayor of Kingstown
- 2023: The Crowded Room
- 2023: Mord i Venedig
- 2024 – Brutalisten